# Placa de Scotia

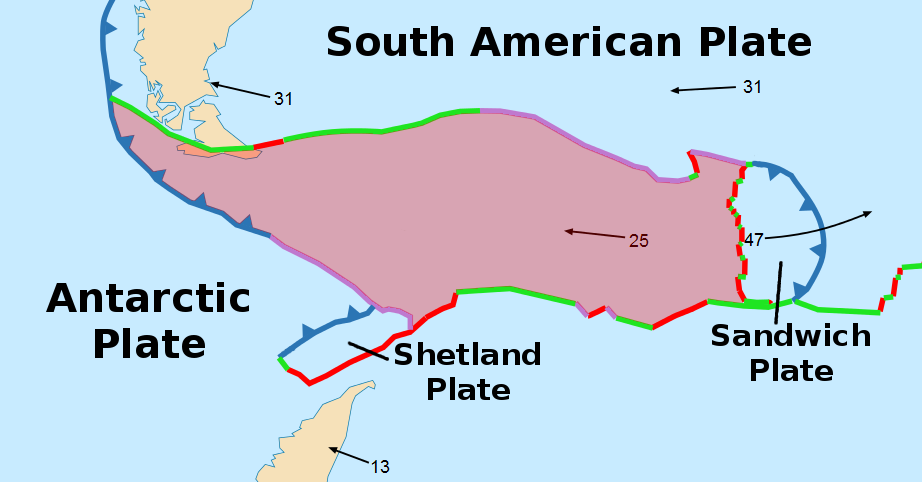
Placa de Scotia

A Placa de Scotia é uma placa tectônica oceânica, que faz fronteira com a Placa Sul-Americana, a norte e ao leste, e com a Placa da Antártida no sul e oeste. Tem uma área de cerca de 1,6 milhão de quilômetros quadrados.
Ao norte e ao sul das fronteiras, a placa possui falhas. Na fronteira leste da Placa Scotia, esta possui um limite com a pequena Placa Sandwich . A placa Sul-americana fez subducção sob o lado leste da Placa Sandwich, que foi causado pela sua separação da Placa Scotia, onde começou-se a originar bacias sedimentares submarinas. A fronteira ocidental com a placa Antártica é uma fronteira complexa e bastante mal definida.
Na porção emersa do continente sul americano, a zona de contato entre a placa de Scotia e a placa Sul Americana é demarcada pela presença de um sistema de falhamentos denominado Falha Magalhães-Fagnano.
Há alguma especulação de que o movimento para o oeste da Placa Sul-Americana pode ter forçado as Placas Caribenha e Scotia, em suas extremidades norte e sul, respectivamente, para espremer em torno delas. Ambos compartilham uma forma similar e estão limitadas ao longo do seu lado oriental, por uma parte de subducção da Placa Sul-Americana.